# Bistcho Lake
Der Bistcho Lake ist mit einer Fläche von 413 km² einer der größten Seen Albertas.

## Lage
Er liegt im äußersten Nordwesten der Provinz auf einer Höhe von 552 m. Die Gesamtfläche einschließlich Inseln beträgt 426 km². Der Petitot River durchfließt den See in westlicher Richtung und entwässert diesen zum Liard River. Das Gebiet wird von der Dene Tha' First Nation besiedelt. Am Südufer des Bistcho Lake befindet sich das Indianerreservat Jackfish Point 214, am Ostufer das Indianerreservat Bistcho Lake 213. 6 km weiter östlich befindet sich die Flugpiste Bistcho (CPB8).